# Casearia gladiiformis
Casearia gladiiformis Mast. – gatunek rośliny z rodziny wierzbowatych (Salicaceae Mirb.). Występuje naturalnie w Kenii, Tanzanii, Malawi, Mozambiku oraz Południowej Afryce (w prowincji KwaZulu-Natal). 

## Morfologia

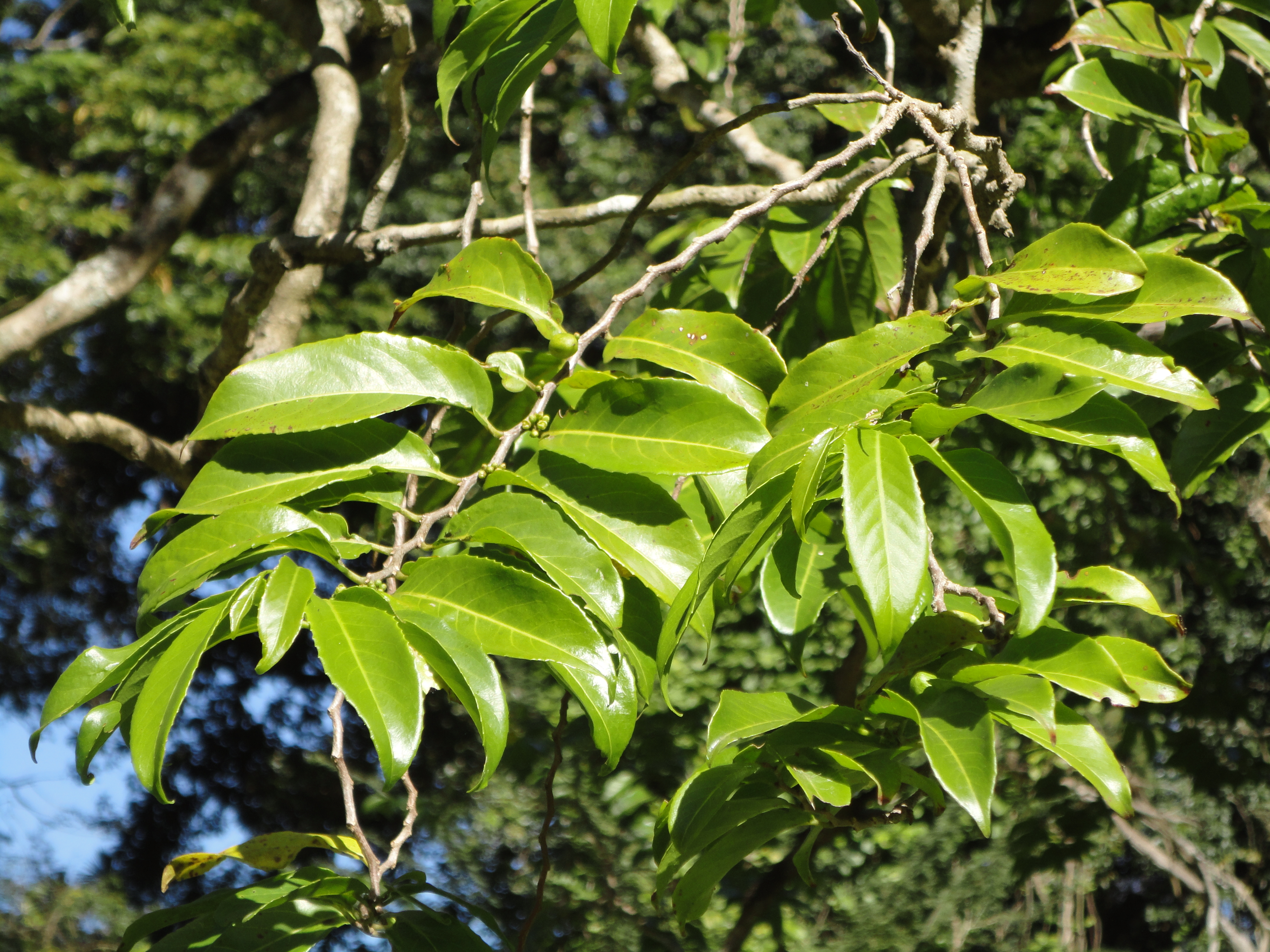
Liście gatunku

PokrójZrzucające liście drzewo lub krzew dorastające do 25 m wysokości. Kora ma szarawą barwę.
LiścieUlistnienie jest naprzemianległe. Blaszka liściowa jest skórzasta i ma kształt od eliptycznego do owalnego. Mierzy 7–18 cm długości oraz 3–7 cm szerokości, jest karbowana na brzegu, ma klinową nasadę i spiczasty wierzchołek. Ogonek liściowy jest nagi i dorasta do 1–20 mm długości.
KwiatySą zebrane w pęczki, rozwijają się w kątach pędów, mają zielonkawobiałą barwę. Mają 5 działek kielicha o eliptycznym kształcie i dorastających do 3 mm długości. Kwiaty mają 10 pręcików.
OwoceKanciaste torebki o elipsoidalnym kształcie i pomarańczowożółtej barwie. Rozdzielają się od góry 3-4 podłużnymi klapami.

## Biologia i ekologia
Rośnie w lasach. Występuje na wysokości do 1700 m n.p.m.